# Almacenamiento de calor

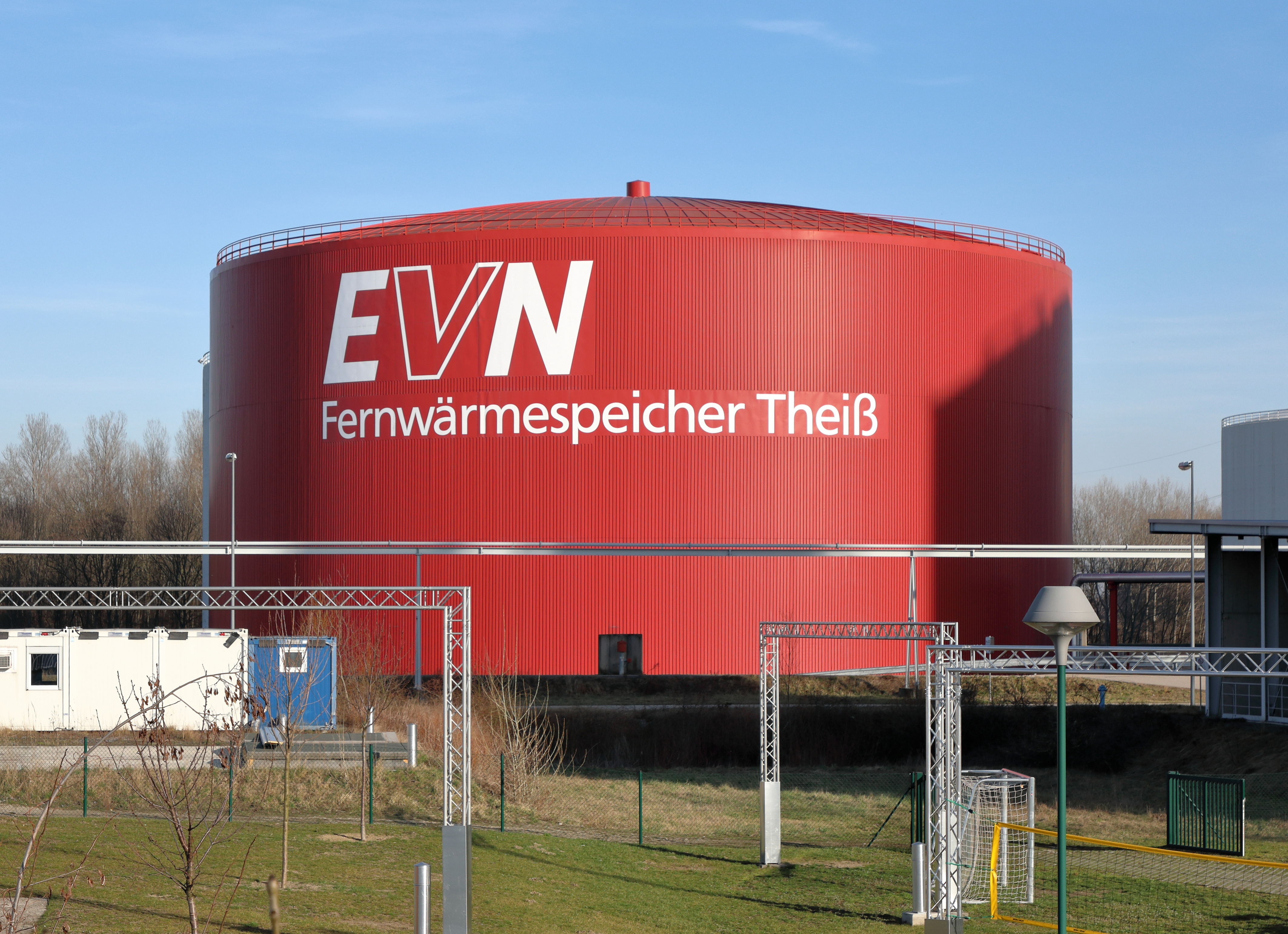
Torre de almacenamiento de calor.

La mayoría de los sistemas de calefacción solar y algunos de refrigeración solar se basan en el almacenamiento de calor de la energía solar en un material durante un cierto período. Esto se logra calentando un material que puede almacenar calor en su interior hasta que sea necesario devolverlo al ambiente. Para la refrigeración, por el contrario, se hace el proceso contrario. Se quita calor a un material, es decir se enfría, para que pueda absorber más calor.
La calefacción o refrigeración pasiva de un espacio se basa fundamentalmente en el mismo concepto, que consiste en crear una diferencia de temperatura entre el material y su entorno. Por esto es muy importante, al diseñar un edificio, prever zonas o sectores ubicados adecuadamente para que puedan almacenar una cantidad suficiente de calor durante el día y mantenerlo en una temperatura confortable durante la noche. En el verano debe trabajar al contrario, entregando al exterior suficiente calor durante la noche y así poder mantener frío el interior durante el día.

## Precauciones de diseño y uso
Dado que conceptualmente parece simple de aplicar esta estrategia en un edificio hay que ser cuidadosos en su uso ya que pueden lograrse efectos indeseados. Por ejemplo:
- Si no hay un adecuado estudio del asoleamiento a lo largo de todo el año en el interior y exterior pueden generarse calentamientos en zonas no deseadas.
- De manera semejante si no hay un adecuado sistema de ventilación natural puede no "enfriarse" la masa térmica y sobrecalentar el edificio.
- Hay que ser cuidadosos con el tamaño de las ventanas y prever protecciones solares adecuadas.

## Calor específico y capacidad calorífica de algunos materiales
| Material               | Calor específico | Densidad | Capacidad calorífica |
| Material               | kcal/kg · °C     | kg/m³    | kcal/m³ · °C         |
| ---------------------- | ---------------- | -------- | -------------------- |
| Agua                   | 1                | 1000     | 1000                 |
| Acero                  | 0,12             | 7850     | 950                  |
| Tierra seca            | 0,44             | 1500     | 660                  |
| Granito                | 0,2              | 2645     | 529                  |
| Madera de roble        | 0,57             | 750      | 430                  |
| Ladrillo               | 0,20             | 2000     | 400                  |
| Madera de pino         | 0,6              | 640      | 384                  |
| Piedra arenisca        | 0,17             | 2200     | 374                  |
| Hormigón               | 0,16             | 2300     | 350                  |
| Mortero de yeso        | 0,2              | 1440     | 288                  |
| Tejido de lana         | 0,32             | 111      | 35                   |
| Poliestireno expandido | 0,4              | 25       | 10                   |
| Poliuretano expandido  | 0,38             | 24       | 9                    |
| Fibra de vidrio        | 0,19             | 15       | 2,8                  |
| Aire                   | 0,24             | 1,2      | 0,29 5 peso          |

En la tabla se puede ver que de los materiales comunes poseen una gran capacidad calorífica: el agua, muros de agua, la tierra o suelo seco compactado (adobe, tapia), y piedras densas como el granito junto a los metales como el acero. Estos se encuentran entre los 500 y 1000 kcal/m³.°C.
Luego se encuentra otro grupo que va de 300 a 500 kcal/m³.°C entre los que se ubica la mayoría de los materiales usuales en la construcción actual, como el ladrillo, el hormigón, las maderas, los tableros de yeso roca y las piedras areniscas.
En un último grupo se encuentra (3 a 35 kcal/m³.°C), los aislantes térmicos de masa como la lana de vidrio, las lanas minerales, el poliestireno expandido y el poliuretano expandido que por su baja densidad poseen una capacidad calorífica muy baja y generalmente son usados como aislantes térmicos en diversos tipos de industrias.
Un caso especial es el aire (0,29 kcal/m³.°C; 1,21 J/m³·K), que sirve como un medio para transportar el calor en los sistemas pasivos pero no para almacenar calor en su interior.